# Eventyr
Ordet eventyr kommer af det latinske ord adventura, som betyder hændelse. Det er en ældgammel litterær genre og går så langt tilbage, der findes skrevne kilder. Eventyr kan også være en hændelse som udleves som en spændende, usædvanlig eller farefuld rejse eller oplevelse. En eventyrer er en person som søger eller ernærer sig ved spændende, eksotiske og farlige projekter.
Et eventyr er fiktion. Det ender næsten altid lykkeligt og er ofte forudsigeligt. 

## To slags eventyr
Genren eventyr kan deles op i to hovedgrupper: Folkeeventyr og Kunsteventyr.

### Folkeeventyr
Folkeeventyret er en fortælling, som er gået fra mund til mund igennem mange år indtil det blev skrevet ned. Folkeeventyret kan ændre sig en smule, hver gang det er blevet fortalt; derfor findes der mange forskellige nedskrevne versioner af hvert enkelt eventyr. Folkeeventyr er også meget enkle, så der ikke er så meget at huske på.
De fleste folkeeventyr blev nedskrevet af tyskerne Brødrene Grimm og nordmændene Asbjørnsen og Moe. Mange blev indsamlet i 1800-tallet og udgivet i censureret form eller slet ikke publiceret, fordi deres indhold var i modstrid med tidens moral.
Et folkeeventyr har visse letgenkendelige træk, som i mindre grad findes i kunsteventyrene. Folkeeventyret mangler ofte en detaljeret beskrivelse af personer og steder. Stereotyper er den smukke datter, den fattige bonde, det smukke kongeslot og kongeriget langt langt borte. Det er ofte alt, hvad vi får at vide. Folkeeventyrene kan opdeles i to undergenrer: skæmteeventyr og trylleeventyr. Skæmteeventyrene gør grin med samfundets autoriteter og dårskaber. Latteren rammer typisk adelen og de gejstlige.
I trylleeventyrene foregår dele af handlingen i et overnaturligt rum, der er befolket af trolde, nisser, elverpiger og drager. Der er ofte en hovedperson, en modstander, en hjælper, en præmie (ofte en prinsesse), en afgiver af præmien og en modtager af præmien.
Helten møder en række modstandere, der vil hindre ham i at udføre sit projekt. Målet for eventyrene er typisk prinsessen og det halve kongerige.
Eventyrtyper: Trylleeventyr, Legendeagtige, Novelleagtige, Dyreeventyr og skæmteeventyr.

#### Genretræk for folkeeventyr
- Meget enkelt- Det er en handling der er meget lige til
- Eventyret omhandler sjældent mere end 2 personer af gangen
- Karaktererne omhandler som regel en evne eller status
- Historien følger hovedpersonen og omhandler kun hvad der er relevant for ham/hende

### Kunsteventyr
Den mest kendte af alle forfattere af kunsteventyr er H.C. Andersen. Kunsteventyrene kom til i romantikken. Det var forfattere der var inspireret af fortiden og begyndte at skrive eventyr der mindede om folkeeventyr, men som havde deres eget præg. Kunsteventyr er bearbejdede mund-til-mund-fortællinger eller snarere historier, som er opstået i forfatterens egen fantasi, ofte inspireret af folkeeventyrene og forfatterens eget liv.
Kunsteventyret er ofte en meget mere levende fortælling end folkeeventyret. Sproget er nuanceret, og der er detaljerede og varierede beskrivelser af personerne og stederne i historien. En undergenre af kunsteventyr er tingseventyr, hvor ting spiller hovedrollen.

## De tilbagevendende træk
Der er visse træk, som går igen i både folkeeventyr og kunsteventyr. Indledningen "Der var engang...", som H. C. Andersen kun brugte 10 gange og afslutningen "...og de levede lykkeligt til deres dages ende", som han aldrig har brugt.
Andre træk som er værd at nævne er:
- Tallet 1 (For den ene / Helten)
- Tallet 2 (For modsætninger – God / Ond)
- Tallet 3 (de tre bukkebruse, de tre prøver)
- Tallet 7 (de syv små dværge, syvmilestøvler)
- En helt eller heltinde
- En rival/modstander
- Der er altid en morale

## Mytiske (eventyr)væsner
- Alf
- Dværg
- Elverfolk
- Engel
- Drage
- Fe
- Heks
- Jætte
- Nisse
- Nymfe
- Trold
- Kæmpe
- Gam
- Monster
- Varulv
- Enhjørning

## Eksterne kilder og henvisninger
1. ↑  Hvad er et eventyr? Arkiveret 21. maj 2007 hos  Wayback Machine, Dansk Folkemindesamling
2. ↑  Erik Høvring: Den bortfløjne mødom samt andre skæmtsomme og erotiske folkeeventyr (Nyt Nordisk Forlag, 1985)
3. ↑  Nicolas Barbano: Disneyland after dark (Tidens Mand nr. 1, 2001)

- Forskel på talte og skrevne eventyr Arkiveret 28. september 2007 hos  Wayback Machine Fra Dansk Folkemindesamlings site om dagliglivets kultur, dagligliv.dk